# Пјане Крати (Козенца)
Пјане Крати (итал. Piane Crati) је насеље у Италији у округу Козенца, региону Калабрија.
Према процени из 2011. у насељу је живело 1242 становника. Насеље се налази на надморској висини од 589 м.

## Становништво
Према резултатима пописа становништва 2011. у општини је живело 1.414 становника.
| 1931. | 1936. | 1951. | 1961. | 1971. | 1981. | 1991. | 2001. | 2011. |
| ----- | ----- | ----- | ----- | ----- | ----- | ----- | ----- | ----- |
| 1.094 | 1.029 | 1.201 | 972   | 679   | 1.018 | 1.205 | 1.397 | 1.414 |